# Annie Cohen
Pour les articles homonymes, voir Cohen.
Annie Cohen est une auteure française née le 8 mars 1944 à Sidi-Bel-Abbès en Algérie. 

## Biographie
Elle a soutenu une thèse de troisième cycle en géographie urbaine à la Sorbonne en 1973. Après un travail de recherche à l’Éducation nationale, elle se consacre à l'écriture, elle a été résidente pendant un an à la Chartreuse  de Villeneuve-lez-Avignon en 1984, et a été titulaire de plusieurs bourses de Centre national du livre. 
Elle a été nommée Officier des Arts et Lettres. 
Parallèlement à son travail d’écrivain, elle mène une activité plastique sous forme de gouaches, de dessins à l’encre de Chine, de rouleaux d’écriture. 
Elle a organisé en 1991 à la BPI de Beaubourg une exposition de dessins d’écrivains « L’écrit, le signe, autour de quelques dessins d’écrivains », dont elle a assuré le catalogue, aujourd'hui épuisé. 
Certains de ses écrits ont été adaptés au théâtre comme La Dentelle du cygne, ou à la radio, Besame Mucho ou Mademoiselle Clara. Un portrait cinématographique, La Dentelle du signe, a été réalisé en 2008 par Isabelle Singer et Marcel Rodriguez, avec la participation de François Barat (Production Métisfilm /Direction du livre).
Annie Cohen est adhérente de la Maison des écrivains et de la littérature.
Elle est mariée au cinéaste et écrivain François Barat. Elle vit à Paris depuis 1967.
Elle a été victime d'un grave Accident Vasculaire Cérébral en juin 1999.

## Publications

### Livres
Aux éditions Gallimard
- 1997 : En collaboration : Une enfance algérienne, Folio n° 3171
- 1998 : Bésame mucho, récit
- 2001 : La Dure-mère, récit - traduction par Pilar Ortiz en espagnol mexicain, "La Duramadre", parue aux Editions Unversidad Veracruz en 2011.
- 2007 : Géographie des origines, récit
- 2010 : Les Silenciaires, récit
- 2014 : Le Petit Fer à repasser,

Aux éditions Zulma
- 2009 : L’Alfa Romeo, roman

Aux éditions Actes Sud
- 1992 : Histoire d’un portrait, essai
- 1994 : L’Homme au costume blanc, roman
- 1996 : Le Marabout de Blida, roman, repris dans Folio n° 3360, Grand Prix Thyde Monnier de la Société des Gens de Lettres, Prix Tropiques

Aux éditions Des femmes
- 1979 : La Dentelle du cygne, récit

- 1981 : Les Sabliers du bord de mer, poésie
- 1984 : Le Peignoir à plumes, textes et dessins
- 1984 : Les Étangs de la Reine Blanche, récit
- 1988 : L’Édifice invisible, récit - traduit par Pilar Ortiz en espagnol mexicain "El edificio invisible", Editions Verdehalago (1998)
- 2020 : Puisque voici l'aurore, journal ; analyse [3]
- Aux éditions du Rocher

- 2002 : La Langue blanche des rouleaux d’écriture, poésie
- 2004 : Les Cahiers bleus, récit

Aux éditions La Table Rase/Écrits des Forges
- 1989 : Les mots ont le temps de venir, textes et dessins

Aux éditions Les petits classiques du grand pirate
- 1991 : Pierre de nuit, rouleaux d’écriture
- 1999 : C’était le jour de l’armistice

Aux éditions Atelier des Grammes
- 1997 :Et la chose d’elle-même arriva, nouvelle

Aux éditions Farrago (Distribution Verdier)
- 2000 : La Rivière des Gobelins, poésie

Aux éditions Edisud
- 2004 : Albert Camus et les écritures algériennes, quelles traces ? en collaboration

Aux éditions Les Ennemis de Paterne Berrichon
- 2006 : Françoise Clérice, nouvelle accompagnée d’un DVD de 6 minutes de François Barat

### Théâtre
- France Culture Besame Mucho en 1998, interprété par Francine Bergé
- La Dentelle du Cygne adaptée et jouée par Janine Berdin, au Petit théâtre de Poche de Lyon, à la Chartreuse de Villeneuve-lès-Avignon en 1984, à la Criée à Marseille, au Lucernaire en 1986.
- Mademoiselle Clara a été diffusée sur France Culture et interprétée par Francine Bergé en 2005, publiée chez l’Harmattan en 2013, dans Créations au féminin

### Livres d’artiste
- 1998 : Mille et un bocaux, avec Marie-Claude Quignon, édition La Forge
- 1999 : Square de Paris, avec Jean-Paul Ruiz

### En collaboration
Éditions Alternatives
- 1977 : Face à femme
- 1977 : Dans quel état de guerre vivons-nous ?

Libération
Bleu autour
- 1989 : Voyage en Algéries autour de ma chambre

L’Aube
- 1995 : Intersignes n°10, Penser l'Algérie

Collection Traverses
- 2000 : La Différence/Unesco Frontières éclatées

Éditions Chèvrefeuille étoilée
- 2008 : Entre temps, étoiles d’encre, revue 33-34

Collection Hermann
- Collection Hespérides, PUM
- 1991 : Figures de l'autre
- 2010 : Je suis un homme

Édition Michèle Ramond, ADEHL
- 2010 : Les créations ont-elles un sexe ?

Le Monde
- 2013 : Les Insoumises, la révolution féministe

## Expositions
- 1983 : Le Peignoir à plumes, La Chartreuse, Villeneuve – Lez – Avignon
- 1986 : La Manière noire, La Galerie, Paris
- 1991 : L’Écrit, le signe, autour de quelques dessins d’écrivains, Beaubourg, la BPI, Paris. La Galerie Des Femmes (Paris 1989). La Halle Saint Pierre (2009).
- 2005 : « Les vergers de l’art » (2005). Musée Mainssieux de Voiron, (nov. 2009). RobertArtRomm, (mars 2013).
- 2013 : DéCRiTuReS, RobertArtRom, Paris
- 2013 : Rouleaux d’écritures et gouaches, Lucia Iraci, Paris
- 2021-2022 Ecrire c'est dessiner du 6 Novembre 2021 au 21 Février 2022  Centre Pompidou Metz

## Prix Littéraires
- Grand Prix Thyde Monnier de la Société des Gens de Lettres
- Prix Tropiques
- Officier des Arts et Lettres

## Traductions
- 1998 : L’Édifice invisible, traduit par Pilar Ortiz en espagnol mexicain "El edificio invisible", Editions Verdehalago
- 2011 : La Dure-Mère, traduction par Pilar Ortiz en espagnol mexicain, La Duramadre, Editions Unversidad Veracruz

## Film
- 1er août 1980 : "Ah vous écrivez", video INA  avec Bernard Pivot, 13 min 38 s
- 22 mai 1992 : "Caractères", Bernard Rapp, Antenne 3
- Regards de femmes entretien avec Aline Pailler Fr3  Toulouse, Midi Pyrénées, 1988
- 2008 : Portrait cinématographique "La dentelle du signe" par Isabelle Singer et Marcel Rodriguez, avec la participation de François Barat, 55 min

## Critiques
- Article paru dans le N° 082, Avril 2007, au Matricule des Anges, Jérôme Goude, Géographie des origines, Gallimard.
- Poésie vivante, Hommage offert à Arlette Albert-Birot, Textes recueillis et présentés par Carole Aurouet et Marianne Simon-Oikawa, éditions Honoré Champion, 2012.
- Les rouleaux d'écriture d’Annie Cohen, une pratique poétique de résistance.
- Masters of Arts, Eva Van der Graaf, Université d’Amsterdam, juillet 2011, Sur le déracinement de l'arbre : Les lieux de mémoire dans l'œuvre de Annie Cohen.
- Chantal Chawaf, dans Le corps et le verbe en sens inverse.
- Le geste du verbe : les rouleaux d’écriture de l’écrivain Annie Cohen, dans la collection « Essais », aux presses de la Renaissance, p. 248, 1992.
- Éditions Holmes & Meier, European Jewish Publication Society, Daughters of Sarah, Anthology of Jewish Women, Edited by Eva Martin Sartori and Madeleine Cottenet-Hage.
- Texte critique sur Annie Cohen par Marianne Bosshard et un extrait traduit de La Rivière des Gobelins.
- Edited by Eva Martin Sartori and Madeleine Cottenet-Hage, 2006.